# Thomas Dupré
Thomas Ludger Dupré (ur. 10 listopada 1933 w South Hadley, Massachusetts, zm. 30 grudnia 2016) – amerykański duchowny katolicki, biskup Springfield w Massachusetts w latach 1995–2004.

## Życiorys
Do kapłaństwa przygotowywał się m.in. w Montrealu w Kanadzie. 23 maja 1959 otrzymał święcenia kapłańskie z rąk bp. Christophera Weldona i rozpoczął pracę duszpasterską w rodzinnej diecezji Springfield. Od roku 1977 był kanclerzem. a także wikariuszem generalny diecezji (od 1989).
7 kwietnia 1990 papież Jan Paweł II mianował go biskupem pomocniczym Springfield w Massachusetts ze stolicą tytularną Hodelm. Sakry udzielił mu ówczesny zwierzchnik diecezji bp Joseph Maguire. 14 maja 1995 mianowany ordynariuszem rodzinnej diecezji po śmierci w lipcu 1994 dotychczasowego zwierzchnika bp. Johna Marshalla. Na emeryturę przeszedł 11 lutego 2004 roku, dzień po ukazaniu się artykułu w lokalnej gazecie, w którym został oskarżony o molestowanie seksualne dzieci kiedy był jeszcze zwykłym księdzem. Przebywał następnie w katolickim szpitalu psychiatrycznym dla duchownych Saint Luke Institute w Waszyngtonie.